# Cynodon aethiopicus
Cynodon aethiopicus là một loài thực vật có hoa trong họ Hòa thảo. Loài này được William Derek Clayton & Jack Rodney Harlan mô tả khoa học đầu tiên năm 1970.

## Phân bố
Loài này là bản địa các quốc gia chủ yếu là miền đông châu Phi như Botswana, Burundi, Cộng hòa Dân chủ Congo, Ethiopia, Kenya, Malawi, Mozambique, Nam Sudan, Rwanda, Sudan, Tanzania, Uganda, Zambia, Zimbabwe cũng như Nigeria nhưng đã du nhập vào Australia (Queensland), Benin, Hoa Kỳ (Florida, Hawaii, Texas), Nam Phi (các tỉnh Bắc, các tỉnh Cape, KwaZulu-Natal), Trinidad và Tobago.